# International Relations and Security Network
La Xarxa de Relacions Internacionals i de Seguretat (ISN) (en anglès International Relations and Security Network) és un organisme públic suís fundat el 1994 amb base a Zúric (i una subseu a Nova York) que forma part del Centre d'Estudis per a la Seguretat (Center for Security Studies) de l'Escola Politècnica Federal de Zuric i sosté una àmplia varietat de recursos per fomentar l'intercanvi d'informació en les relacions internacionals i de seguretat entre Estats i professionals a tot el món. El seu director general a 2008 era Henrik Gudat.
L'ISN manté estretes relacions amb els principals instituts internacionals associats-instituts de recerca, grups de reflexió (Think tank), governs i  organitzacions no governamentals. Organitza conferències i seminaris amb els seus socis, que reuneixen experts i responsables de formular polítiques, i fomentar l'intercanvi electrònic d'informació entre les parts.
Entre les seves aportacions més notables destaquen les publicacions en línia, continguts d'aprenentatge interactiu, enllaços, esdeveniments i informació i documentació de qualsevol servei relacionat amb els seus fins al qual es té accés de franc.